# جي. تورنر باتلر
جي. تورنر باتلر هو سياسي أمريكي، ولد في 27 أبريل 1882، وتوفي في 29 سبتمبر 1969 في توسكالوسا في الولايات المتحدة. انتخب عضو مجلس نواب فلوريدا ‏.